# حمولة ساكنة

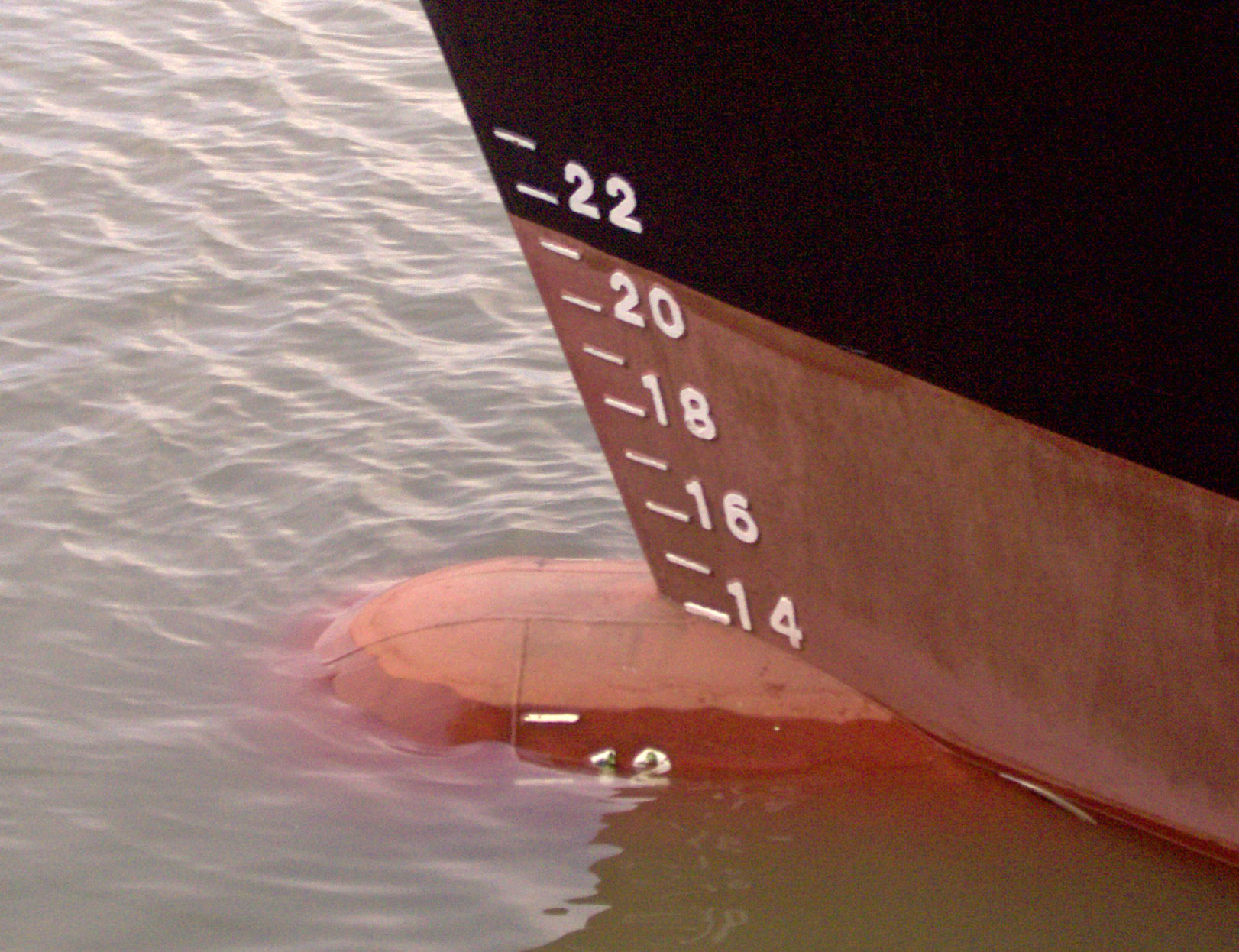
يزداد غاطس السفينة بزدياد حمولتها الساكنة

الحمولة الساكنة هو مقياس يستعمل لقياس كمية الحمولة الإجمالية التي يمكن لسفينة ما أن تحملها وتبحر بها بأمان، وتقاس هذه الحمولة عادة بالأطنان.
(بالإنجليزية:  Deadweight tonnage 
واختصارها DWT)‏ أي مجموع الحمولة التي تحملها السفينة وتبحر بها في أمان .
وتشمل تلك الحمولة البضاعة والوقود وماء الشرب، وماء التوازن، والمؤونة، والركاب والبحارة.

## المصدر
1. ↑  Welcome to UNTERM نسخة محفوظة 08 يوليو 2017 على موقع واي باك مشين.
2. 1 2  Turpin، Edward A.؛ William A. McEwen (1980). Merchant Marine Officers' Handbook (ط. 4th). Centreville, Maryland: Cornell Maritime Press. ص. 14–21. ISBN:0-87033-056-X.
3. ↑  Hayler، William B. (2003). American Merchant Seaman's Manual (ط. 7th). Centreville, Maryland: Cornell Maritime Press. ص. G-10. ISBN:0-87033-549-9.
4. ↑  Gilmer، Thomas C. (1975). Modern Ship Design (ط. 2nd). Naval Institute Press. ص. 25. ISBN:0-87021-388-1.

## اقرأ أيضا
- سفن مجموعة أوليمبيك